# Баймырзинский сельский округ
Баймырзи́нский се́льский окру́г (каз. Баймырза ауылдық округі) — административная единица в составе района Биржан сал Акмолинской области Казахстана. 
Административный центр — село Баймырза.

## История
В 1989 году существовал как — Амангельдинский сельсовет (сёла Баймырза, Каратал, Шошкалы) в составе Кокчетавской области.
В периоде 1991—1998 годов:
- Амангельдинский сельсовет был переименован и преобразован в Баймырзинский сельский округ;
- село Каратал было передано в состав Макинского сельского округа;
- после упразднения Кокчетавской области вместе с районом сельский округ был включен в состав Акмолинской области.

## Население
| Численность населения | Численность населения | Численность населения |
| 1989                  | 1999                  | 2009                  |
| --------------------- | --------------------- | --------------------- |
| 1671                  | ↘856                  | ↘698                  |

## Состав
| № | Населённый пункт | Тип населённого пункта       | Население, 1989 | Население, 1999 | Население, 2009 |
| - | ---------------- | ---------------------------- | --------------- | --------------- | --------------- |
| 1 | Баймырза         | село, административный центр | 1 041           | 639             | 480             |
| 2 | Шошкалы          | село                         | 420             | 217             | 218             |

## Местное самоуправление
Аппарат акима Баймырзинского сельского округа — село Баймырза, улица Сакена Сейфуллина, 15.
- Аким сельского округа — Садвакасова Алия Талгатбековна[1].